# Anna Carin Olofsson
Anna Carin Olofsson-Zidek (Sveg, 1973. április 1. –) svéd sílövő. Végzettségét tekintve fizioterapeuta sportoló, a 2000-es évek elejétől indult nagyobb biatlon világversenyeken.
A világkupában 2002-ben mutatkozott be. A 2005/2006-os sorozat végén összetettben a második, a következő szezonban pedig a harmadik helyen végzett.
A világbajnokságon 2003-ban mutatkozott be. Első dobogós helyezését 2005-ben, Ausztriában szerezte, a tömegrajtos indítású viadalon a második helyen ért célba. 2007-ben, Olaszországban a vegyes váltóval megszerezte első világbajnoki érmét, ugyanitt a második lett a sprintben és a harmadik az üldözőversenyen. 2009-ben ennél jóval szerényebb eredménnyel zárt, harmadik lett a svéd vegyes váltóval, negyedik lett egyéniben és ötödik a váltóval.
Olimpián 2006-ban, Torinóban szerepelt első alkalommal. Olaszországban megnyerte a tömegrajtos versenyt és a második lett a sprint számban.

## Eredményei

### Olimpia
| Év   | Olimpia   | Versenyszám | Versenyszám | Versenyszám   | Versenyszám | Versenyszám | Versenyszám |
| Év   | Olimpia   | Egyéni      | Sprint      | Üldözőverseny | Tömegrajtos | Váltó       |             |
| ---- | --------- | ----------- | ----------- | ------------- | ----------- | ----------- | ----------- |
| 2006 | Torino    | 15          | 2           | 14            | 1           | ----        |             |
| 2010 | Vancouver | 17          | 20          | 4             | 13          | 5           |             |

### Világbajnokság
| Év   | Világbajnokság   | Versenyszám | Versenyszám | Versenyszám   | Versenyszám | Versenyszám | Versenyszám  |
| Év   | Világbajnokság   | Egyéni      | Sprint      | Üldözőverseny | Tömegrajtos | Váltó       | Vegyes váltó |
| ---- | ---------------- | ----------- | ----------- | ------------- | ----------- | ----------- | ------------ |
| 2003 | Hanti-Manszijszk | 24          | 38          | 31            | ----        | ----        | ----         |
| 2004 | Oberhof          | 53          | 61          | ----          | ----        | ----        | ----         |
| 2005 | Hochfilzen       | 8           | 10          | 6             | 2           | ----        | ----         |
| 2005 | Hanti-Manszijszk | ----        | ----        | ----          | ----        | ----        | 13           |
| 2006 | Pokljuka         | ----        | ----        | ----          | ----        | ----        | 6            |
| 2007 | Rasen-Antholz    | 5           | 2           | 3             | ----        | ----        | 1            |
| 2008 | Östersund        | ----        | 22          | 23            | ----        | ----        | 4            |
| 2009 | Phjongcshang     | 4           | 14          | 15            | 20          | 5           | 2            |
| 2010 | Hanti-Manszijszk | ----        | ----        | ----          | ----        | ----        | 3            |

### Világkupa
| Összesített eredmény | Összesített eredmény | Összesített eredmény | Összesített eredmény | Összesített eredmény | Összesített eredmény | Összesített eredmény | Összesített eredmény | Összesített eredmény | Összesített eredmény |
| Idény                | 2002/03              | 2003/04              | 2004/05              | 2005/06              | 2006/07              | 2007/08              | 2008/09              | 2009/10              |                      |
| -------------------- | -------------------- | -------------------- | -------------------- | -------------------- | -------------------- | -------------------- | -------------------- | -------------------- | -------------------- |
| Helyezés             | 51                   | 25                   | 10                   | 2                    | 3                    | 12                   | 10                   | 5                    |                      |

| 2004/05    | | Rasen-Antholz Egyéni Hochfilzen Tömegrajtos (VB)                                                       | |
| 2005/06    | Hochfilzen Egyéni Breznóbánya Sprint Breznóbánya Üldözőverseny Torino Tömegrajtos (O) Kontiolahti Sprint Kontiolahti Üldözőverseny | Oberhof Sprint Torino Sprint (O)                                                                       | Holmenkollen Üldözőverseny                                                                             |
| 2006/07    | Hochfilzen Sprint Ruhpolding Tömegrajtos Pokljuka Sprint Rasen-Antholz Vegyes váltó (VB)                                           | Östersund Üldözőverseny Ruhpolding Sprint Rasen-Antholz Sprint (VB) Hanti-Manszijszk Üldözőverseny     | Hochfilzen Üldözőverseny Rasen-Antholz Üldözőverseny (VB) Hanti-Manszijszk Sprint                      |
| 2007/08    | | Rasen-Antholz Tömegrajtos                                                                              | Hochfilzen Váltó                                                                                       |
| 2008/09    | | Ruhpolding Váltó Phjongcshang Vegyes váltó (VB)                                                        | Hanti-Manszijszk Sprint                                                                                |
| 2009/10    | Hochfilzen Sprint Ruhpolding Sprint Ruhpolding Váltó                                                                               | Östersund Egyéni Pokljuka Egyéni                                                                       | Hochfilzen Váltó Holmenkollen Sprint Holmenkollen Üldözőverseny Hanti-Manszijszk Vegyes váltó (VB)     |
| 2010/11    | Pokljuka Vegyes váltó Oberhof Váltó Östersund Egyéni                                                                               | Rasen-Antholz Váltó                                                                                    | |
| Összesítés | Egyéni: 2 Sprint: 6 Üldözőverseny: 2 Tömegrajtos: 2 Váltó: 2 Vegyes váltó: 2 ------------ Összesen: 16                             | Egyéni: 3 Sprint: 4 Üldözőverseny: 2 Tömegrajtos: 2 Váltó: 2 Vegyes váltó: 1 ------------ Összesen: 14 | Egyéni: 0 Sprint: 3 Üldözőverseny: 4 Tömegrajtos: 0 Váltó: 2 Vegyes váltó: 1 ------------ Összesen: 10 |

- O - Olimpia és egyben világkupa forduló is.
- VB - Világbajnokság és egyben világkupa forduló is.